# Сорнико Супериоре (Удине)
Сорнико Супериоре је насеље у Италији у округу Удине, региону Фурланија-Јулијска крајина.
Према процени из 2011. у насељу је живело 202 становника. Насеље се налази на надморској висини од 239 м.